# Pogorzelec (województwo lubelskie)
Pogorzelec – wieś w Polsce położona w województwie lubelskim, w powiecie bialskim, w gminie Sosnówka.
| SIMC    | Nazwa    | Rodzaj                          |
| ------- | -------- | ------------------------------- |
| 0019927 | Hrada    | część wsi                       |
| 1024178 | Podrany  | część wsi (zniesiona w 2023 r.) |
| 0019933 | Serafina | część wsi                       |

W latach 1975–1998 miejscowość położona była w województwie bialskopodlaskim. 
Wieś jest sołectwem w gminie Sosnówka. Według Narodowego Spisu Powszechnego z roku 2011 wieś liczyła 180 mieszkańców i była szóstą co do wielkości miejscowością gminy.
Wierni Kościoła rzymskokatolickiego należą do parafii Narodzenia Najświętszej Maryi Panny w Motwicy.